# Stéphan Aubé
Pour les articles homonymes, voir Aubé.
Stéphan Aubé est un réalisateur et pianiste français né à Poissy le 11 novembre 1971.

## Biographie
Stéphan Aubé étudie le piano dès l'âge de cinq ans, puis la danse classique à l'âge de huit ans avec Michelle Perrot, Evelyne Wolff et Jacqueline Moreau de l'Opéra de Paris. Il suit un cursus musical complet au conservatoire à rayonnement régional de Boulogne-Billancourt où il obtient un premier prix de piano à l'unanimité et félicitations du jury dans la classe de Geneviève Ibanez, puis poursuit ses études musicales au conservatoire à rayonnement régional de Paris dans la classe de Billy Eidi et de Pierre Réach. Il travaille parallèlement le piano avec Jacques Rouvier et Prisca Benoit, le répertoire de musique de chambre avec Paul Meyer et Éric Le Sage.
Il a également reçu les conseils et l'enseignement des pianistes Jean-Marc Luisada, Philippe Cassard, Géry Moutier, Pascal Devoyon, Georges Pludermacher, Jean-François Heisser et Maria Curcio.
Il est titulaire du diplôme d'État pour l'accompagnement vocal et instrumental et a travaillé en tant que pianiste accompagnateur et professeur de piano dans les conservatoires d'arrondissement de la ville de Paris. Et également à l'université des arts de Berlin (UdK) en tant que pianiste de la classe de chant lyrique de Julie Kaufmann.
Il exerce également la profession de chef de chant et participe à de nombreux spectacles lyriques et musicaux où il se produit sur de nombreuses scènes et festivals. En tant que pianiste, il a également donné de nombreux récitals, concerts de musique de chambre, d'accompagnement de films muets (Musée d'Orsay ou festival CRAC de Valence) ou joué au sein d'orchestres tels que l'Orchestre de l'Opéra national de Paris, l'Orchestre National d'Ile de France, l'Orchestre Lamoureux...
Depuis 1998, il travaille en tant que réalisateur spécialisé dans le domaine de la musique classique. Il se spécialise dans la réalisation multi-caméras en direct pour la télévision et la retransmission internet.
Ainsi que dans la production et la réalisation de clips musicaux.
Il est précurseur dans ce domaine et propose la production et la réalisation de clips musicaux (en musique classique) depuis 1998, ce qui est devenu plus courant de nos jours. Aussi dans son approche de filmer la musique classique, il crée un nouveau langage dérivé du cinéma et de la culture pop, maintes fois repris depuis. Il apporte également des moyens techniques encore nouveaux au début des années 2000, comme l'utilisation de paluches (micro caméras) embarqués sur des instruments, splitscreens, techniques de montages et de prises de vue révolutionnaires pour l'époque.
De 1998 à 2006, il a réalisé de très nombreux films pour Mécénat Musical Société Générale (qui ont remporté plusieurs récompenses) à destination du  site du mécénat, CD ROM, cartes de vœux électroniques, clips musicaux, portraits d'artistes ou d'événements, EPK... Et également la production d'un DVD consacré aux 20 années d'existence du mécénat, plusieurs fois primé.
En 2005, Universal Music lui propose de réaliser un double DVD autour de l’œuvre d’Olivier Messiaen les Vingt Regards sur l’Enfant-Jésus interprétée par le pianiste Roger Muraro.
En 2006, il se voit confier la réalisation des deux émissions de télévision La leçon de musique de Jean-François Zygel et Les clefs de l'orchestre de Jean-François Zygel pour France Télévisions et éditées chez Naïve Records (6 DVD). Il est ainsi le premier réalisateur à mettre en image cette série consacrée aux grands chefs d'oeuvres symphoniques à la télévision qui a rencontré un grand succès.
À partir de 2007, il collabore avec le Louisiana Museum of Modern Art (Danemark) pour lequel il réalise des captations de concerts et de très nombreux clips musicaux (plus d'une centaine).
Et également pour le Louisiana Channel. Ces films sont diffusés sur la chaine Allegro HD du groupe Eurochannel dans toute l'Amérique du sud et distribués dans le monde par EuroArts.
En 2013, il est à l'origine de la création de Louisiana Music, plateforme internet proposant des vidéos musicales accessibles gratuitement.
De 2009 à 2021, il travaille pour le Digital Concert Hall, portail internet payant proposant des concerts live de l'Orchestre philharmonique de Berlin ainsi que des concerts d'archive. Il réalise ainsi des concerts en direct de la Philharmonie de Berlin avec les chefs d'orchestre Sir Simon Rattle, Seiji Ozawa, Bernard Haitink, Daniel Barenboim, Christian Thielemann, Tugan Sokhiev... et avec des solistes tels que Hélène Grimaud, Leif Ove Andsnes ou Andras Schiff.
En 2014, il est le réalisateur de la première captation multi caméras live en Ultra Haute Définition (4K) pour France Télévisions, en partenariat avec le département Recherche et Développement de France Télévisions et le Conservatoire national supérieur de musique et de danse de Paris (prise de son binaurale 3D).
Le concert est dirigé par Sir John Eliot Gardiner, les Vêpres de Monteverdi à la Chapelle Royale de Versailles pour les 50 ans du Monteverdi Choir.
Pour arte et Warner Classic / Erato, il réalise un DVD autour des Variations Goldberg de Jean-Sébastien Bach avec le pianiste Alexandre Tharaud (2015) pour lequel il reçoit le très prestigieux prix Echo Klassik Award (Berlin) du meilleur DVD de l'année 2016.
La plupart de ses réalisations ont été diffusées sur arte,, France Télévisions,, Mezzo,,, TV5 Monde ou encore sur les sites internet du Louisiana Museum of Modern Art (Danemark), d'Abeille musique, de Mécénat Musical Société Générale et de medici.tv. Mais aussi ZDF et 3Sat en Allemagne, NHK (au Japon), etc.
Pour le Louisiana Museum of Modern Art, il produit plusieurs films d'animation et des clips vidéos avec des artistes de renommée internationale.
En 2023, Stéphan Aubé reçoit l'Opus Klassik (équivalent des Victoires de la musique en Allemagne) pour la réalisation du film Suites pour un monde en souffrance avec la violoncelliste allemande Tanja Tetzlaff. Le film est plusieurs fois primé et projeté dans de nombreux cinémas en Europe où il obtient un succès public important.
Il a été choisi par le chancelier Olaf Scholz pour une projection privée au Schloss Bellevue en présence de Tanja Tetzlaff.
En 2024, il est nommé professeur d'Analyse, écriture et réalisation audiovisuelles au Conservatoire national supérieur de musique et de danse de Paris au sein de la Formation Supérieure au Métiers du Son et de l'Image (FSMSI).
Stéphan Aubé est le neveu du comédien Jean-Claude Aubé et le fils de la comédienne Agnès Aubé.

## Réalisations

### Émissions de télévision

#### La leçon de musique de Jean-François Zygel
- Épisode Wolfgang Amadeus Mozart avec Paul Meyer et le Quatuor Ébène
- Épisode Franz Schubert avec Nora Gubisch, Laurent Alvaro et le quatuor Ébène[11]

#### Les clefs de l'orchestre de Jean-François Zygel
- Épisode La symphonie n° 103 de Joseph Haydn avec Ton Koopman
- Épisode Le boléro de Maurice Ravel avec Kazushi Ono
- Épisode La symphonie pastorale de Ludwig van Beethoven avec Paul Mc Creesch
- Épisode La symphonie du Nouveau Monde d'Anton Dvořák avec Myung-Whun Chung

#### Autres
- Un monde en souffrance, suites de J.S. Bach 4 et 5 interprétées par Tanja Tetzlaff (3SAT, NHK)
- J.S. Bach : "Variations Goldberg" par Alexandre Tharaud (arte)
- Salon de musique opus 16 avec Julie Fuchs, Julien Chauvin et les musiciens du Cercle de l'Harmonie (arte concert)
- Une journée dans la vie de Patricia Kopatchinskaja, réalisation de la captation du concert à la Philharmonie de Berlin

### Orchestre Philharmonique de Berlin - Digital Concert Hall
- Tokyo Spring Festival - Musique de chambre avec les membres du Berliner Philharmoniker filmé à la Philharmonie de Berlin avec Daishin Kashimoto, Olaf Maninger et Ohad Ben-Ari (2021)
- Daniel Barenboim et Emmanuel Pahud, Concerto pour flute de Jacques Ibert et Symphonie fantastique d'Hector Berlioz (2020)
- Beethoven Marathon avec Albrecht Mayer et d'autres musiciens de l'Orchestre Philharmonique de Berlin (2020)
- Brett Dean Première de The Last Days of Socrates et Michael Tippett A Child of Our Time dirigé par Sir Simon Rattle (2013)
- Debussy, Messiaen et Tchaikovsky avec Jane Archibald et dirigé par Christian Thielemann (2012)
- Debussy, Dvořák, Schönberg et Elgar dirigé par Sir Simon Rattle (2012)
- Concerto pour piano nº 2 de Brahms interprété par Leif Ove Andsnes et dirigé par Bernard Haitink (2011)
- Rachmaninov / Gustav Mahler dirigé par Sir Simon Rattle (2010)
- Bach / Mozart / Haydn interprété et dirigé par Andras Schiff (2010)
- Concerto en sol de Ravel interprété par Hélène Grimaud et dirigé par Tugan Sokhiev (2010)
- Schönberg / Brahms dirigé par Sir Simon Rattle (2009)
- Elias de Mendelssohn dirigé par Seiji Ozawa (2009)

### Opéras
- Isola disabitata de Joseph Haydn à l'Amphithéâtre de l'Opéra de Paris, mis en scène par Simon Valastro - POP (2025)
- Carmen de Georges Bizet à l'Opéra Royal de Versailles pour les 150 ans de la création de l'oeuvre dans les décors et costumes de l'époque mis en scène par Romain Gilbert - Château de Versailles Spectacles - France Télévisions (2025)
- L'Annonce faite à Marie de Philippe Leroux d'après Paul Claudel, mis en scène par Célie Pauthe - coproduction IRCAM (2023)
- Les Contes d'Hoffmann de Jacques Offenbach à l'Opéra de Monte-Carlo avec Juan Diego Flórez sous la direction de Jacques Lacombe - Mise en scène de Jean-Louis Grinda - France 2, en direct sur Culture Box (2018)
- Philémon et Baucis de Charles Gounod à l'Opéra de Tours mis en scène par Julien Ostini sous la direction de Benjamin Pionnier - France 3 (2018)
- Tannhäuser de Richard Wagner à l'Opéra de Monte-Carlo avec José Cura sous la direction de Nathalie Stutzmann - Mise en scène de Jean-Louis Grinda - France 3, en direct sur Culture Box (2017)
- Atys en folie parodie d’Atys de Lully pour chanteurs et marionnettes au Teatru Manoel, Malte - Mise en scène de Jean-Philippe Desrousseaux et produit par le Centre de musique baroque de Versailles (2017)
- Don Giovanni de Mozart à l'Opéra de Monte-Carlo avec Erwin Schrott sous la direction de Jean-Louis Grinda - France 3, en direct sur Culture Box (2015)
- Alcina de Haendel au Théâtre royal de La Monnaie, Bruxelles (Belgique) avec Sandrine Piau dans une mise en scène de Pierre Audi et sous la direction de Christophe Rousset - France 3, en direct sur Mezzo Live HD (2015)
- Ernani de Verdi à l'Opéra de Monte-Carlo avec Ludovic Tézier dans une mise en scène de Jean-Louis Grinda - France 3 (2014)
- Idomeneo de Mozart au Theater an der Wien, Vienne (Autriche) avec Richard Croft dans une mise en scène de Damiano Michieletto et sous la direction de René Jacobs en direct sur Mezzo Live HD (2013)
- Medea de Connesson à l'Opéra de Vichy avec Alexia Cousin dans une mise en scène de Jean-Claude Amyl (2005)

### Autres captations de concerts
- L'Orchestre de l'Opéra de Paris dirigé par Tugan Sokhiev interprète la 4ème symphonie de Dmitri Chostakovitch à la Philharmonie de Paris - Pop (2024)
- Concert au Festival Pablo Casals de Prades avec Daniel Lozakovich dirigé par Pierre Bleuse - France Télévisions (2024)
- Passion selon Saint-Matthieu de Jean-Sébastien Bach interprétée par le Banquet céleste dirigé par Damien Guillon à l'Opéra de Rennes (France Télévisions) filmé en UHD (2024)
- Patricia Kopatchinskaja and friends avec l'Ensemble Intercontemporain dirigé par Pierre Bleuse concert en direct de la Cité de la musique sur arte concert
- Renaud Capuçon interprète et dirige Mozart à La Grange au Lac, Evian (concert en direct sur la plateforme Stage+ de Deutsche Grammophon
- Martha Argerich joue Beethoven sous la direction de Renaud Capuçon avec l'Orchestre de Chambre de Lausanne
- Jakub Hrůša dirige l'orchestre symphonique de Bamberg - Mozart et Bruckner — Avec Piotr Anderszewski
- "Perpetual Music" Concert — Avec Sonya Yoncheva, Michael Volle, Avi Avital en direct du Staatsoper de Berlin (2020)
- Le Sacre Royal de Louis XIV à la Chapelle Royale du Château de Versailles, Ensemble Correspondances sous la direction de Sébastien Daucé - Filmé en Ultra Haute Définition (2019)
- Concert commémoratif des 150 ans de la mort d'Hector Berlioz à l'Opéra Royal du Château de Versailles sous la direction de Sir John Eliot Gardiner et filmé en Ultra Haute Définition (2018)
- Te Deum de Charpentier à la cathédrale Saint-Jean de Malte - Ensemble Correspondances sous la direction de Sébastien Daucé filmé en Ultra Haute Définition - France 2 (en direct sur Culture Box[12], 2017)
- J.S. Bach : "Variations Goldberg" par Alexandre Tharaud - Arte (récompensé par le prix Echo du meilleur DVD de l'année 2016)
- Génocide arménien, 100 ans de mémoire sous la direction d'Alain Altinoglu au Théâtre du Châtelet, Paris - France 2 (diffusion en direct à l’Opéra de Erevan (Arménie), sur les chaînes Armenia TV et par satellite et sur Culture Box, 2015)
- Concert de Sergey Khachatryan et l'Orchestre de Paris dirigé par Gianandrea Noseda à la Salle Pleyel - arte (en direct sur arte concert, 2014)
- Les Légendes d'Arménie concert dirigé par Alain Altinoglu à l'Opéra-Comique de Paris - France 2 (2014)
- Vêpres solennelles de la Vierge de Claudio Monteverdi avec le Monteverdi Choir et The English Baroque Soloists sous la direction de Sir John Eliot Gardiner en direct sur CultureBox et filmé en Ultra Haute Définition (4K) - France 2[13] (2014)
- Nuit de Fantomas au Théâtre du Châtelet, présentation des films de Louis Feuillade réalisés en 1913 et restaurés par la Gaumont avec accompagnement musical live sous la direction artistique de Yann Tiersen (pour Arte Live Web / ZDF, 2013)
- Les Salons de musique avec Julie Fuchs et les solistes du Cercle de l'harmonie pour arte Live Web (2013)
- Tamara Stefanovich, Thomas Bloch et l'Orchestre Junge Philharmonie de Berlin dirigé par Kristjan Järvi dans le cadre du Digital Concert Hall (2012)
- Patricia Kopatchinskaja et la Staatskapelle de Berlin dirigé par Pablo Heras-Casado - Salle de la Philharmonie de Berlin - Pour un film de Claus Wischmann - arte (2013)
- Alice Sara Ott interprète le concerto en sol de Ravel avec l'Orchestre philharmonique de Munich dirigé par Lorin Maazel - arte (2012)
- Nils Frahm en concert au Lousiana Museum of Modern Art (Danemark)
- Francesco Tristano en concert à la scène Bastille (live sur le site d'abeillemusique.com, 2006)
- Concerts au Louisiana Museum of Modern Art (Danemark)
- Festival Musique à l'Empéri avec Emmanuel Pahud, Paul Meyer et Eric Le Sage - Plusieurs saisons

### DVD

#### La leçon de musique de Jean-François Zygel
- Épisode Mozart
- Épisode Schubert

#### Les clefs de l'orchestre de Jean-François Zygel
- Épisode La Symphonie n° 103 de Joseph Haydn
- Épisode Le boléro de Ravel
- Épisode La symphonie pastorale de Beethoven
- Épisode La Symphonie du nouveau monde d'Antonín Dvořák

#### Autres DVD
- Concert commémoratif des 150 ans de la mort d'Hector Berlioz sous la direction de Sir John Eliot Gardiner (DVD et BluRay) édité par Chateau de Versailles Spectacles
- Ernani de Verdi mis en scène par Jean-Louis Grinda - Avec Ramon Vargas, Ludovic Tézier, Alexander Vinogradov et Svetla Vassileva édité chez ArtHaus Musik
- Alcina de Haendel mis en scène par Pierre Audi - Avec Sandrine Piau et Les Talents Lyriques sous la direction de Christophe Rousset édité chez Alpha (outhere)
- Vespro della beata vergine de Monteverdi sous la direction de John Eliot Gardiner (DVD et BluRay) edité chez Alpha (outhere)
- Variations Goldberg de Jean-Sébastien Bach interprétées par Alexandre Tharaud - Edité chez Erato (Warner Classic) - Echo Award du meilleur DVD de l'année 2016
- Turangalîla-Symphonie d'Olivier Messiaen interprétée par l'Orchestre Junge Philharmonie de Berlin dirigé par Kristjan Järvi dans le cadre du Digital Concert Hall
- Musique de chambre de Guillaume Connesson - Collection Pierre Bergé
- Works by the great romantics avec Daishin Kashimoto, Eric Le Sage, Paul Meyer, François Salque et Jing Zhao - Louisiana Museum of Modern Art
- Frescobaldi Dialogues par Francesco Schlime - Abeille musique
- Joseph Kosma, Chansons - Zig-Zag Territoires
- Vingt Regards sur l'Enfant-Jésus d'Olivier Messiaen par Roger Muraro - Accor / Universal Music Classic
- Techno Parade de Guillaume Connesson - RCA Red Seal / Sony Music
- Iannis Xenakis, Autour de la percussion avec Pedro Carneiro - Zig-Zag Territoires
- Intégrale des sonates pour piano de Scriabine - Mécénat Musical Société Générale
- La musique, une passion, un partage - Mécénat Musical Société Générale

### Documentaires
- Lorin Maazel rencontre Alice Sara Ott (arte / ZDF)
- Roger Muraro : Un regard sur Olivier Messiaen (Mezzo)[7]
- Autour de la percussion de Iannis Xenakis (Mezzo)
- Joseph Kosma, autour de l'enregistrement (Mezzo)
- Musique à l'Empéri, un vent de liberté (Mezzo)
- Entretien avec Guillaume Connesson
- La musique, une passion, un partage

#### Webdocumentaires
- Iphigénie à l'Opéra : On vous dit tout - Série de 15 films - Une commande de Angers-Nantes Opéra (2020)
- Série de courts films pour Piano Festival de Lucerne avec Martha Argerich, Mischa Maisky, Thomas Hampson, Víkingur Ólafsson...
- Série de portraits du chef d'orchestre Pierre Bleuse et de l'orchestre symphonique d'Odense

Films produit par Mécénat Musical Société Générale :
- Capt'Actions d'Ivan Fedele au Théâtre Mogador
- Enregistrement du Clavier bien tempéré de Johann Sebastian Bach par Andreï Vieru
- Enregistrement des Sept dernières paroles du Christ en croix de Joseph Haydn - Ensemble Accentus - Laurence Equilbey
- Festival Printemps des Arts de Monte-Carlo
- Concours Avant-scènes à Radio France
- Quatuor Ardeo en concert Déclic à Radio France
- Enregistrement des Sonates de Johannes Brahms par Lise Berthaud
- 25 ans du Conservatoire National Supérieur de Musique et Danse de Lyon
- La Chambre Philharmonique et Emmanuel Krivine en concert à la Cité de la musique
- Musiques des cours ottomane et européennes au XVIIe siècle par Chimène Seymen en concert à l'Institut du Monde Arabe
- Festival & Rencontres de musique de chambre du Larzac
- Musique entre deux temps, les Percussions de Strasbourg
- Théâtre des Bouffes du nord, un autre visage
- Festival Aspect des musiques d'aujourd'hui / Caen, "Made in Hungaria"
- Les Enfants en scène, l'opéra s'invite à l'école
- Concours International de piano d'Orléans / Concert de prestige 2009
- Enregistrement du Quintette à deux violoncelles de Schubert avec Alain Meunier et le quatuor Psophos

### Louisiana Museum of Modern Art (Danemark)

#### Concerts
- Brahms - Trio avec clarinette, violoncelle et piano avec Paul Meyer, Jing Zhao et Eric Le Sage
- Brahms - Trio avec cor, violon et piano avec Bruno Schneider, Daishin Kashimoto et Eric Le Sage
- Fauré - Quatuor avec piano avec Daishin Kashimoto, Lise Berthaud, François Salque et Eric Le Sage
- Franck - Quintette avec piano avec Guy Braunstein, Daishin Kashimoto, Lise Berthaud, François Salque et Eric Le Sage
- Haendel - Passacaille avec Daishin Kashimoto et Jing Zhao
- Schumann - Quatuor avec piano avec Daishin Kashimoto, Lise Berthaud, François Salque et Eric Le Sage
- Schumann - Quintette avec piano avec Guy Braunstein, Daishin Kashimoto, Lise Berthaud, François Salque et Eric Le Sage
- Weber - Grand Duo Concertant avec Paul Meyer et Eric Le Sage

#### Clips musicaux
- Core et Tide avec la violoncelliste Josefine Opsahl
- Mirages et Winter Sun avec Palle Mikkelborg, Michael Riessler et Wayne Siegel
- Franz Schubert Presto du quatuor n°7 en ré majeur avec le quatuor Modigliani
- Mussorgsky -  Baba Yaga interprété par Andreas Haefliger, extrait des Tableaux d'une exposition
- Mussorgsky - Chicks interprété par Andreas Haefliger, extrait des Tableaux d'une exposition
- Hindemith - Sonata for viola par Lise Berthaud
- Paganini - Caprice 24 par Sergey Malov
- Paganini - Caprice 5 par Sergey Malov
- Octet de Felix Mendelssohn avec Sergey Malov réalisés avec incrustation multiples donnant l'illusion que le musicien interprète les 8 parties
- Pyramid avec Palle Mikkelborg, Michael Riessler et Wayne Siegel
- Capricorne avec le trompettiste de jazz danois Palle Mikkelborg
- 4014 avec le pianiste Boris Giltburg, film d'anticipation réalisé avec des techniques d'animation virtuelle et de motion control (Prélude op. 23 n°7 de Serge Rachmaninov) - Best Music Video du festival américain Directors Circle Festival of Shorts
- Precipitato avec le pianiste Denis Kozhukhin (3e mouvement de la 7e sonate de Sergueï Prokofiev) - Premier Prix au 3e Festival Pasqua de Cervera, Espagne
- 2 clips musicaux avec le violoniste Sergey Malov réalisés avec une caméra pilotée en motion control et incrustations multiples
- 3 clips musicaux avec le violoncelliste Christian Poltéra et la violoniste Karen Gomyo
- 4 clips musicaux avec le flûtiste Emmanuel Pahud : Bach | Allegro, Debussy | Syrinx, Ferroud | Jade, Tchaikovsky | Air de Lensky
- 10 clips musicaux sur les œuvres de musique de chambre de Guillaume Connesson avec Lise Berthaud, Jérôme Ducros, Florent Héau, Sergey Malov et Jérôme Pernoo

#### Série Boris GiltburgFive Minute Music Library
- Beethoven - The Contra E
- Beethoven - Boogie-Woogie
- Grieg - Nature and Emotion
- Liszt - The Motifs
- Mussorgsky - The Promenades
- Piano Technique in 4 minutes
- Rachmaninov - The Return
- Rachmaninov - The Riding Hood
- Rachmaninov - Variation 18
- Schumann - Arabesque
- Schumann - Eusebius and Florestan
- Schumann - The Sphinxes
- Tchaikovsky - Piano Concerto
- Tchaikovsky - Double Octaves
- The Chromatic Scale
- The Thirds (en deux parties)

#### Série Boris GiltburgExplained
- Are Études necessary?
- What is a Sonata?
- How many keys are there on a piano?
- Who was Elise (en deux parties)
- Why do you wear a tailcoat?
- Playing by heart
- What is a prelude?
- Pedals (en deux parties)
- Clapping
- Black & white keys

### Clips musicaux pour différents labels
- 4 clips de l'enregistrement de la Messe en si de Bach par René Jacobs et l'Akademie für Alte Musik Berlin et le RIAS Kammerchor pour Harmonia Mundi
- Musique de chambre de Francis Poulenc avec Paul Meyer, Eric Le Sage, François Salque... édité par BMG red Seal / Sony
- Musique de chambre de Guillaume Connesson (Techno Parade, initial dances, Sextuor, Chants de l'Agartha, Chants de l'Atlantide, Constellations...) avec Eric Le Sage, Paul Meyer, Jérôme Pernoo, Jérôme Ducros... édité par BMG / Collection Pierre Bergé
- Musique de Leonard Bernstein - Orchestre Lamoureux dirigé par Yutaka Sado (West Side Story, On the Town, Wonderful Town...) édité par Mécénat Musical Société Générale
- Musique d'Erik Satie - Orchestre Lamoureux dirigé par Yutaka Sado édité par Erato
- Chansons de Joseph Kosma - Édité par Zig-Zag Territoires
- Rebonds B de Iannis Xenakis - Édité par Zig-Zag Territoires
- Bach Panther  - Musique de Stéphane Delplace

## Récompenses
- 2023 : Opus Klassik Prix de l'innovation pour la durabilité pour Suites pour un monde en souffrance
- 2023 : le film Suites pour un monde en souffrance est nommé au Golden Prague, au 33ème Festival du film de Vienne et au 12ème Green Awards de Deauville en compétition officielle
- 2016 : Echo Award du meilleur DVD de l'année 2016 pour le DVD Bach - Goldberg Variations par Alexandre Tharaud[14]
- 2016 : Diapason d'Or et Choc de Classica pour le DVD Vespro della Beata Vergine de Monteverdi par Sir John Eliot Gardiner
- 2015 : Best Music Video du festival américain Directors Circle Festival of Shorts pour le film 4014
- 2013 : Premier Prix pour le clip vidéo Precipitato de Prokofiev (avec le pianiste Denis Kozhukhin) au 3e Festival Pasqua de Cervera, Espagne
- 2011 : Choc Classica pour le DVD Musique de chambre de Guillaume Connesson
- 2006 : Choc de Classica pour les DVD de Jean-François Zygel (Haydn, Boléro et Schubert)
- 2005 : Choc du Monde de la Musique et Choc de Classica pour le DVD Vingt Regards sur l'Enfant-Jésus d'Olivier Messiaen avec Roger Muraro
- 2005 : Diapason d'Or, Choc du Monde de la Musique et 10 de répertoire Classica pour le DVD Techno Parade de Guillaume Connesson
- 2004 : Top Com d'Or de Paris
- 2003 : Prix Frères Lumière au Festival international de l'image institutionnelle du Creusot pour le DVD des 15 ans d'existence du Mécénat Musical Société Générale
- 2000 : Dauphin de Bronze au festival Comunica de Deauville pour deux films de communication interne de Mécénat Musical Société Générale